# Múscul frontal
El múscul frontal (venter frontalis musculi occipitofrontalis) és un múscul subcutani del crani. Segons algunes fonts és un múscul diferenciat, però d'altres afirmen que és una part del múscul occipitofrontal conjuntament amb el múscul occipital; així és com apareix dins la Terminologia Anatomica.
Té el seu origen en la gàlea aponeuròtica i s'insereix a la pell de manera superior a la vora supraorbitario. Aquest múscul mou el cuir cabellut en sentit anterior, eleva les celles i arruga horitzontalment la pell del front. És innervat pel nervi facial.
Si el múscul frontal es contreu aïlladament, condueix cap endavant l'aponeurosis epicraneal i eleva la pell de les celles. En els éssers humans té una funció bàsicament en l'expressió gestual. El frontal és el múscul de l'atenció i la manifesta en les seves diferents graus, des de la simple sorpresa fins a l'admiració i l'espant.

## Imatges

Posició del múscul frontal (en vermell).